# Tour de Drenthe de 2018
A 56.ª edição da clássica ciclista Tour de Drenthe (chamado oficialmente: Ronde van Drenthe), foi uma carreira nos Países Baixos que se celebrou a 11 de março de 2018 sobre um percurso de 141,7 quilómetros com início e final na cidade de Dwingeloo.
A carreira faz parte do UCI Europe Tour de 2018, dentro da categoria 1.hc.
A carreira foi vencida pelo corredor checo František Sisr da equipa CCC Sprandi Polkowice, em segundo lugar Dries De Bondt (Vérandas Willems-Crelan) e em terceiro lugar Preben Van Hecke (Sport Vlaanderen-Baloise).

## Equipas participantes
Tomaram parte na carreira 25 equipas: 1 de categoria UCI WorldTeam; 13 de categoria Profissional Continental; 9 de categoria Continental e a selecção nacional da Itália. Formando assim um pelotão de 175 ciclistas dos que acabaram 102. As equipas participantes foram:
| Equipe WorldTeam- Lotto Soudal Equipes profissionais Continentais (13)- Vérandas Willems-Crelan - WB-Aqua Protect-Veranclassic - Aqua Blue Sport - Israel Cycling Academy - UnitedHealthcare - Roompot-Nederlandse Loterij - CCC Sprandi Polkowice - Fortuneo-Samsic - Vital Concept - Sport Vlaanderen-Baloise - Cofidis, Solutions Crédits - Gazprom-RusVelo - Wanty-Groupe Gobert Equipes Continentais (8)- BEAT Cycling Club - SEG Racing Academy - Metec-TKH-Mantel - Delta Cycling Rotterdam - Destil-Parkhotel Valkenburg - Riwal CeramicSpeed - Monkey Town Continental - Vlasman Track/Road Continental Equipe nacional- Países Baixos |
| |

## Classificação final
- As classificações finalizaram da seguinte forma:[4]

| \| Classificação geral \| Classificação geral \| Classificação geral \| Classificação geral \| Classificação geral \| \| Ciclista \| Ciclista \| Equipe \| Tempo \| \| \| ------------------- \| ------------------- \| --------------------------- \| ------------------- \| ------------------- \| \| 1. \| František Sisr \| CCC Sprandi Polkowice \| 4h36m28s \| \| \| 2. \| Dries De Bondt \| Verandas Willems-Crelan \| + 0s \| \| \| 3. \| Preben Van Hecke \| Sport Vlaanderen-Baloise \| + 0s \| \| \| 4. \| Zakkari Dempster \| Israel Cycling Academy \| + 0s \| \| \| 5. \| Wesley Kreder \| Wanty-Groupe Gobert \| + 0s \| \| \| 6. \| Rick Ottema \| Alecto \| + 0s \| \| \| 7. \| Floris Gerts \| Roompot-Nederlandse Loterij \| + 0s \| \| \| 8. \| Joey van Rhee \| Monkey Town Continental \| + 3s \| \| \| 9. \| Johan Le Bon \| Vital Concept \| + 3s \| \| \| 10. \| Jasper Bovenhuis \| Vlasman CT \| + 3s \| \| |                  |                             |          |
| |                  |                             |          |
| Fonte: ProCyclingStats |                  |                             |          |
| Classificação geral |                  |                             |          |
| Ciclista | Ciclista         | Equipe                      | Tempo    |
| 1. | František Sisr   | CCC Sprandi Polkowice       | 4h36m28s |
| 2. | Dries De Bondt   | Verandas Willems-Crelan     | + 0s     |
| 3. | Preben Van Hecke | Sport Vlaanderen-Baloise    | + 0s     |
| 4. | Zakkari Dempster | Israel Cycling Academy      | + 0s     |
| 5. | Wesley Kreder    | Wanty-Groupe Gobert         | + 0s     |
| 6. | Rick Ottema      | Alecto                      | + 0s     |
| 7. | Floris Gerts     | Roompot-Nederlandse Loterij | + 0s     |
| 8. | Joey van Rhee    | Monkey Town Continental     | + 3s     |
| 9. | Johan Le Bon     | Vital Concept               | + 3s     |
| 10. | Jasper Bovenhuis | Vlasman CT                  | + 3s     |

## UCI World Ranking
O Tour de Drenthe outorga pontos para o UCI Europe Tour de 2018 e o UCI World Ranking, este último para corredores das equipas nas categorias UCI WorldTeam, Profissional Continental e Equipas Continentais. As seguintes tablan mostram o barómetro de pontuação e os 10 corredores que obtiveram mais pontos:
| Posição             | 1.ª | 2.ª | 3.ª | 4.ª | 5.ª | 6.ª | 7.ª | 8.ª | 9.ª | 10.ª | 11.ª | 12.ª | 13.ª | 14.ª | 15.ª | 16.ª-29.ª | 31.ª-40.ª |
| Classificação geral | 200 | 150 | 125 | 100 | 85  | 70  | 60  | 50  | 40  | 35   | 30   | 25   | 20   | 15   | 10   | 5         | 3         |

| 1.º  | František Sisr   | CCC Sprandi Polkowice          | 200 |
| 2.º  | Dries De Bondt   | Vérandas Willems-Crelan        | 150 |
| 3.º  | Preben Van Hecke | Sport Vlaanderen-Baloise       | 125 |
| 4.º  | Zakkari Dempster | Israel Cycling Academy         | 100 |
| 5.º  | Wesley Kreder    | Wanty-Groupe Gobert            | 85  |
| 6.º  | Rick Ottema      | Alecto                         | 70  |
| 7.º  | Floris Gerts     | Roompot-Nederlandse Loterij    | 60  |
| 8.º  | Joey van Rhee    | Monkey Town Continental        | 50  |
| 9.º  | Johan Le Bon     | Vital Concept                  | 40  |
| 10.º | Jasper Bovenhuis | Vlasman Track/Road Continental | 35  |